# Rede Tribuna
A Rede Tribuna é um conglomerado de mídia brasileiro, com emissoras de rádio e televisão nos estados do Espírito Santo e Pernambuco.
Conta ainda com o jornal capixaba "A Tribuna" e o portal "Tribuna Online".
Pertence ao Grupo Industrial João Santos, fabricante do Cimento Nassau, e um dos maiores conglomerados do País.

## Empresas

### Espírito Santo
- TV Tribuna Espírito Santo, sediada em Vitória;
- Legal FM, sediada em Vitória;
- Tribuna FM, sediada em Vitória:
- Tribuna FM, sediada em Cachoeiro de Itapemirim;
- Jornal A Tribuna, sediado em Vitória.

### Pernambuco
- TV Tribuna Pernambuco, sediada em Recife;
- Tribuna FM, sediada em Recife.